# Akční videohra
Akční videohra nebo též akční hra (anglicky action video game, action game) je videoherní žánr, jehož hlavní náplní je eliminace cílů pomocí bojových technik. Tyto hry většinou virtuálně znázorňují dynamické boje, násilné sekvence (včetně prolévání krve) a škálu zbraňového arsenálu. Žánr nebývá v některých[kterých?] zemích pro kontroverzní scény bez cenzury tolerován, pro neotrlé povahy a možnost pohoršování se je v některých[kterých?] hrách zahrnuta i možnost regulace násilných či krvavých scén.
V těchto hrách se objevují vždy po určitém počtu misí nebo episod tzv. bossové. Nejnovější 3D akční hry jsou obvykle náročné na hráčův hardware a často se vykazují velmi dobrou umělou inteligencí nepřátel, pokročilým grafickým zpracováním a visuálními efekty. Hráč nejčastěji ovládá jednu postavu (nebo menší skupinu), zbraň nebo vozidlo a někdy si může volit obtížnost (často: začátečník, pokročilý, expert). Některé akční videohry bývají omezeny časovým limitem, po kterém hráč ztrácí život nebo možnost dokončit level atp.

## Subžánry
- 3D akční hry
  - First-person shooter, FPS
    - Jedná se o střílečky z pohledu první osoby. Kamera je umístěna tak, že simuluje reálný pohled hráčovy postavy. Mezi významné zástupce FPS řadíme například Counter-Strike, Half-Life, Doom nebo sérii Battlefield.

  - Third-person shooter, TPS
    - Střílečky z pohledu třetí osoby, kdy hráč vidí svou postavu v prostoru. Jednat se může nejen o 3D akční hry (Star Wars: Battlefront), ale i často i o 2D hry.

  - Survival horor
    - Hry, ve kterých jde o přežití. Často se hráč nalezne ve světě plném nepřátel (například zombies) a jeho jediným úkolem je přežít. Hráč většinou začíná s minimem vybavení, které si musí postupně dohledávat a zlepšovat.
- arkády
  - Bojovky (Beat 'em up, Hack 'n' slash) (Mortal Kombat, Street Fighter, Virtua Fighter, Teenage Mutant Ninja Turtles, Worms atd.)
  - Střílečky a scrolling shooter (Shoot 'em up) (R-Type, Raptor, Xenon, Invaders, Cannon Fodder atd.)
    - Shoot ’em up (jedná se o specifické žánry, kdy se pohybujete pouze nahoru, dolů, doprava, doleva - to vše ve 2D prostředí)
    - Hrdinské střílečky (nejčastěji se jedná o FPS nebo TPS multiplayerovou střílečku, ve které hrdina hraje za jednoho z předdefinovaných hrdinů, kdy každý má jiné zbraně, brnění, schopnosti a s tím spojené výhody a nevýhody)
    - Taktické střílečky (Tom Clancy’s Rainbow Six nebo Ghost Recon)

## Vliv na zdraví
Akční hry trénují reakce a krátkodobou paměť. Hraní ovšem postihuje dlouhodobou paměť a orientaci.